# Шлакові вила
Шлакові вила — робочий інструмент плавильників. Переважно двозуба вилка складається з металу та використовується для відокремлення шлаку після процесу плавлення в металургії. Для цього шлак розпушують шлаковим гаком. 
Шлакова вилка також вважається домашнім брендом і є одним із ранніх гербів родини Шварцбургів. Вона зображена з гербом разом. Герб трактується як лицарський герб. 
Пішохідний маршрут Ренштайг, відколи він уперше згадується в документі 1330 року, позначається символом шлакової вилки як межового знака. Тут це розуміється як пристрій для промивання золота, оскільки це ремесло було широко поширене в Шварцаталі. Герб району Заальфельд-Рудольштадт нагадує старі герби колишніх князівств Шварцбург-Рудольштадт і Шварцбург-Зондерсгаузен. У чотирьох полях щита 1 і 4 розташовано шлакові вила. Також на гербі Массерберга дві вилки схрещені в правому верхньому полі.

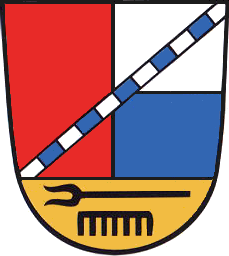
Кацгютте
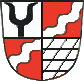
Унтервайсбах
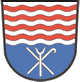
Унтервелленборн (до 2007)
Моргенрьоте-Раутенкранц